# Nachičevanský automobilový závod
Nachičevanský automobilový závod (ázerbájdžánsky Naxçıvan Avtomobil Zavodu, NAZ) je továrna na automobily, která se nachází v ázerbájdžánském městě Nachičevan. Rozloha závodu je 2,6 hektaru. Továrna byla založena v roce 2006 a provoz zahájila 11. ledna 2010. Vyrábějí se zde osobní vozy čínské značky Lifan, roční produkce dosahuje 5000 automobilů. Od roku 2012 jsou vozy z NAZ vybaveny automatickou převodovkou.
Firma NAZ byla jedním ze sponzorů Evropských her 2015.

## Modely
- Lifan 320
- Lifan 7130
- Lifan 7160
- Lifan 7161 A
- Lifan 7160 L1
- Lifan 7162
- Lifan 7162 C
- Lifan X60
- Lifan 820 Premium